# Nerf ethmoïdal postérieur
Le nerf ethmoïdal postérieur est un nerf sensitif branche du nerf naso-ciliaire dans l'orbite. Il est sensitif  des sinus sphénoïde et ethmoïde et d'une partie de la dure-mère de la fosse crânienne antérieure.

## Trajet
Le nerf ethmoïdal postérieur est une branche du nerf naso-ciliaire, lui-même branche du nerf ophtalmique (CN V 1 ), lui-même branche du nerf trijumeau (CN V).
Après sa naissance dans l'orbite, il passe par le foramen ethmoïdal postérieur, avec l'artère ethmoïdale postérieure.
Il donne des ramifications au sinus sphénoïdal et au sinus ethmoïdal.
Il donne également une branche pour innerver une partie de la dure-mère dans la fosse crânienne antérieure,.

### Variation
Le nerf ethmoïdal postérieur est inconstant et absent pour environ 30% de la population.

## Fonction
Le nerf ethmoïdal postérieur est le nerf sensitif pour :
- Le sinus sphénoïdal et le sinus ethmoïdal
- Une partie de la dure-mère dans la fosse crânienne antérieure.

## Anatomie comparée
Le nerf ethmoïdal postérieur est présent chez d'autres animaux en particulier chez les chevaux. Le signe d'encensement (ou headshaking en anglais) peut parfois être traité par une analgésie ou une neurectomie du nerf ethmoïdal postérieur.